# پایگاه هوایی ایروما
پایگاه هوایی ایروما (به انگلیسی: Iruma Air Base) یک فرودگاه نظامی است که یک باند فرود آسفالت بتن دارد و طول باند آن ۲۰۰۰ متر است. این فرودگاه در شهر سایاما، سایتاما کشور ژاپن قرار دارد .